# 非斯条约
《非斯条约》于1912年3月30日在摩洛哥的非斯城签订，以解决第二次摩洛哥危机，条约规定蘇丹阿卜杜勒哈菲德放弃摩洛哥的主权，摩洛哥沦为法国的被保护国。非斯条约于1956年3月2日被废除，摩洛哥又重获独立。